# 五马进京
五马进京，即1952年9月，中共中央主席毛泽东将中华人民共和国成立初期的五个行政大区的地方局书记（高岗、饶漱石、邓子恢、邓小平、习仲勋）调入北京，削弱地方权力。这是中华人民共和国成立初期中央集权的重大事件。
至此，中共中央东北局、中共中央华东局、中共中央中南局、中共中央西南局、中共中央西北局的最高军政长官全部被调入北京。
毛泽东这样做名义上，既是“削藩”，加强了中央的领导力量；更是不满刘少奇、周恩来等人的新民主主义经济政策，要用这五人来反制，搞社会主义计划经济。

## 背景
朝鲜战争进入停战谈判阶段，经济恢复时期基本结束。大规模经济建设即将开始，中共中央决定采取一系列加强集中统一领导的措施。
当时，中国大陆分为六个大区，有分散主义的可能性。吸取历史教训，毛泽东担忧出现“挟天子以令诸侯”的人物。
毛泽东对刘少奇、周恩来的政策不满。毛泽东指责刘少奇，经常未经中央研究同意，就擅自发表讲话，发表文章，甚至连一些中央文件都不经过他看，就发出去了。
毛泽东曾对人发牢骚说：“什么都是西花厅（周恩来办公的地方），哪有颐年堂（毛泽东办公的地方）！”“西花厅车水马龙，颐年堂门可罗雀！”现在，政府部门又成立什么党的总干事会。他要干什么？

## 进程
1952年9月，中共中央根据毛泽东的建议，决定调各中央局书记和一批干部到中央工作，以加强党中央和中央政府的领导，并准备缩小各中央局和各大区政府的机构与职权。
进京的五个大区书记（高岗、邓子恢、邓小平、饶漱石、习仲勋）中，高岗的职位最高。董必武赞叹道：“今年是五马进京，一马当先，都是我们党和国家的千里驹呀！”
1952年11月，中央人民政府第19次会议通过了两项关于政府机构改革的重大决定：其一是把大区人民政府改为行政委员会，以加强中央政府对各省市、自治区的领导；其二是成立国家计划委员会，统一领导全国的经济计划工作。
国家计划委员会成立后，与中央人民政府政务院平级，高岗任主席，邓子恢为副主席，委员有：陈云、彭德怀、林彪、邓小平、饶漱石、薄一波、彭真、李富春、习仲勋、黄克诚、刘澜涛等。

## 意义
五马进京，诸侯从地方聚集北京，砍“山头”削弱“诸侯”大权，加强了中央的领导力量。
调任高岗为中央人民政府副主席，主掌国家计划委员会，改变了政务院总理周恩来实际上掌管国家事务的局面，形成刘少奇（党务）、高岗（经济）、周恩来（外事与统战）三足鼎立的政治新格局。
1980年3月，邓小平说：“组织‘经济内阁’，也就是计划委员会，几个大区的头头都是委员，权力很大，把政务院管经济的大权都拿出去了。”